# Ruta Provincial 4 (Chaco)
La Ruta Provincial 4 es una carretera argentina, ubicada en la Provincia del Chaco, que con una longitud de 176 km une los pueblos de Pampa del Indio y Samuhú. Su primer tramo pavimentado iba desde Samuhú hasta el cruce con RN16, y fue progresivamente avanzando hacia el norte. En 2015 se inauguró el último tramo que llega hasta Pampa del Indio, donde empalma con la ruta Provincial 3.

## Localidades
- Departamento Libertador General San Martín (km 0-31): Pampa del Indio (km 0).
- Departamento Quitilipi (km 31-124): Quitilipi (km 99).
- Departamento San Lorenzo (km 124-176): Villa Berthet (km 149) y Samuhú (km 176).